# Črnigoj
Črnigoj je priimek v Sloveniji, ki ga je po podatkih Statističnega urada Republike Slovenije na dan 1. januarja 2010 uporabljalo 190 oseb in je med vsemi priimki po pogostosti uporabe uvrščen na 2.276. mesto.

## Znani nosilci priimka
- Alojz Črnigoj, kipar, slikar
- Domen Črnigoj (*1995), nogometaš
- Dušan Črnigoj (*1949), inženir gradbeništva, gospodarstvenik in politik
- Franton Črnigoj (1887—1965), duhovnik, kurat, župnik
- Henrik Črnigoj (1874—1964), duhovnik
- Josip Črnigoj (1839—1922), knjigovez
- Karel Črnigoj (1876—1974), urar, organist, zborovodja, politični preganjanec
- Matjaž Črnigoj (*1979), ekonomist
- Mojca Črnigoj (*1980), atletinja, metalka krogle
- Tjaša Črnigoj, gledališka režiserka/ustvarjalka, producentka (filozofinja in literarna komparativistka)